# 黄承彦

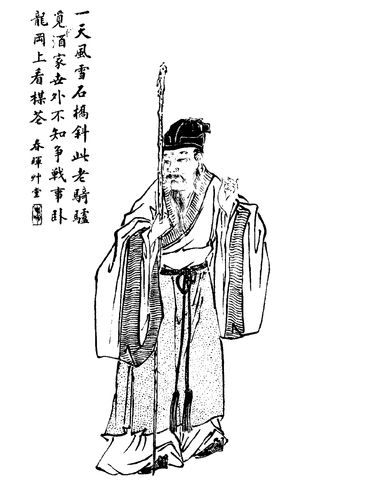
黄承彦

黄承彦（？—？），沔南白水人（今湖北省洪湖市），中国东汉末年的荆州名士，
蜀漢丞相諸葛亮的岳父。“承彦”有可能是黄承彦的名，但也有可能是他的字。

## 生平

### 歷史記載
《三国志·诸葛亮传》裴注引《襄阳记》：「黄承彦者，高爽开列，为沔南名士，谓诸葛孔明曰：『闻君择妇，身有丑女，黄头黑色，而才堪配。』孔明许，即载送之。时人以为笑乐，乡里为之谚曰：『莫作孔明择妇，正得阿承丑女。』」
《襄阳耆旧记》：「汉末，诸蔡最盛，蔡讽姊适太尉张温，长女为黄承彦妻，小女为刘景升（劉表）后妇，蔡瑁之姊也。」

### 文學形象
小说《三国演义》中黄承彦是黃月英之父，諸葛亮的岳父。諸葛亮寻妻时黄承彦把自己的女儿介绍给諸葛亮。夷陵之战之后从諸葛亮在奉节布置的八阵图中救出了陆逊。

## 家庭

### 妻
- 蔡氏，蔡諷之女，荆州牧刘表妻子亲姐。

### 女
- 黄氏，诸葛亮正妻黃夫人。

### 動漫
- 《天子傳奇7三國驕皇》: 設定為正道奇人，司馬徽之師兄，趙雲、諸葛亮及龐統之師父，矢志力阻仙道、女流、閹黨意圖顛覆天下。